# Bulgaronethes haplophthalmoides
Bulgaronethes haplophthalmoides is een pissebed uit de familie Trichoniscidae. De wetenschappelijke naam van de soort is voor het eerst geldig gepubliceerd in 1967 door Vandel.